# 大泉五十

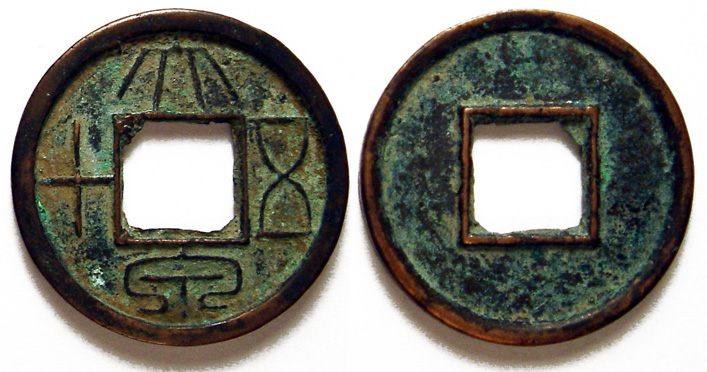

大泉五十為王莽居攝二年（7年）的第一次幣制改革時所鑄行的錢幣，其面值等於五十枚五銖錢或五十枚小泉直一。
王莽居攝二年（公元7年），進行第一次幣制改革，始鑄大泉五十錢，與契刀、金錯刀、五銖並行。到了公元9年，王莽篡漢，建立新朝，推行第二次貨幣改革，廢契刀、金錯刀與五銖錢，鑄行小泉直一，與大泉五十並行。
到了始建國二年（公元10年），進行第三次貨幣改革，鑄六泉、十布，大泉五十亦列為“六泉”（其餘五泉為小泉直一、幺泉一十、幼泉二十、中泉三十、壯泉四十）之一。有大、小多種，大者錢徑30mm左右，小者錢徑18mm左右，存世較多。